# Археанакт
Археанакт (на латински: Archaeanax) е архонт на Боспорското царство ок. 480 пр.н.е. – 470 пр.н.е. Той е от знатен гръцки род, основава династията Археанактиди (Archaeanactids, Αρχαιανακτίδαι) и управлява демократично.
На престола след него идва Перисад (I) (Paerisades) (ок. 470 – 450 пр.н.е.).